# کاتیا مدبوی
کاتیا مدبوی (انگلیسی: Katja Medbøe; ۱۲ مارس ۱۹۴۵ – ۱۳ نوامبر ۱۹۹۶) هنرپیشه اهل نروژ بود.